# Talmoorkomplex des Kleinen Landgrabens bei Werder
Talmoorkomplex des Kleinen Landgrabens bei Werder este o arie protejată (arie specială de conservare — SAC, sit de importanță comunitară — SCI) din Germania întinsă pe o suprafață de 211 ha, integral pe uscat.

## Localizare
Centrul sitului Talmoorkomplex des Kleinen Landgrabens bei Werder este situat la coordonatele 53°42′16″N 13°23′57″E / 53.7044°N 13.3992°E.

## Înființare
Situl Talmoorkomplex des Kleinen Landgrabens bei Werder a fost declarat sit de importanță comunitară în decembrie 1999 pentru a proteja 1 specie de plante și 5 specii de animale. Situl a fost protejat și ca arie specială de conservare în august 2016.

## Biodiversitate
Situată în ecoregiunea continentală, aria protejată conține 3 habitate naturale: Lacuri eutrofice naturale cu vegetație de tip Magnopotamion sau Hydrocharition, Pajiști cu Molinia pe soluri calcaroase, turboase sau argilos-nămoloase (Molinion caeruleae), Mlaștini alcaline.
La baza desemnării sitului se află mai multe specii protejate:
- plante (1): moșișoare (Liparis loeselii)
- mamifere (2): castor (Castor fiber), vidră de râu (Lutra lutra)
- nevertebrate (2): Vertigo angustior, Vertigo moulinsiana
- pești (1): țipar (Misgurnus fossilis)